# Tempel des Divus Iulius

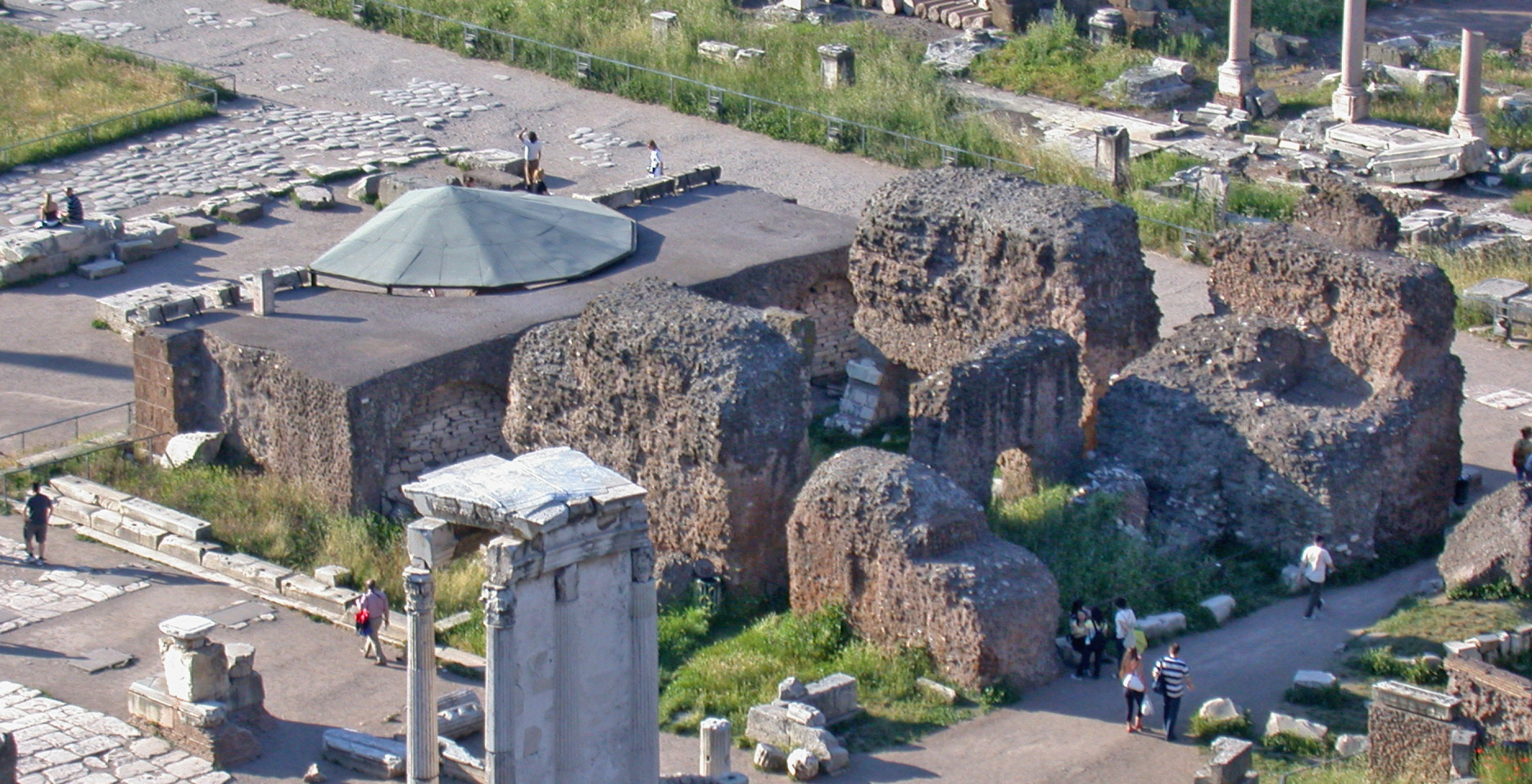
Tempel des Divus Iulius vom Palatin aus gesehen

Der Tempel des Divus Iulius (lateinisch aedes Divi Iuli) war der für den vergöttlichten Gaius Iulius Caesar errichtete Tempel in Rom.

## Geschichte und Lage

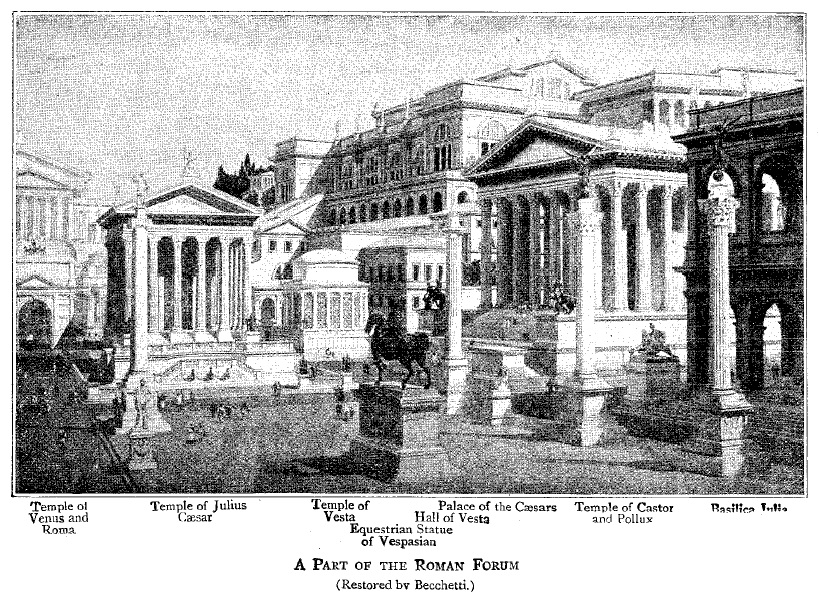
Forum Romanum mit dem Tempel des Divus Iulius auf der linken Seite. Rekonstruktionszeichnung von Bechetti.

Der Tempel liegt an der südöstlichen Schmalseite des Forum Romanum in Rom an der Stelle, an der die Leiche des ermordeten Caesar verbrannt wurde. Caesar war nach der Vergöttlichung des Romulus als Quirinus der zweite Römer, der als Gott verehrt wurde. Allerdings war der Divus Iulius keine Angleichung an einen bestehenden Gott, wie etwa bei der Angleichung Alexanders des Großen an Zeus-Ammon. Vielmehr verkörperte er einen neuen Gott nach römischem Muster, den Gott der Milde, wie sie sich in der Clementia Caesaris niederschlug. Nach der Verbrennung Caesars auf dem Forum erinnerten anfangs anscheinend nur ein Altar (Appian, Bürgerkriege 1,4; 2,148; 3,2) und eine marmorne Säule aus Giallo Antico mit der Inschrift Parenti Patriae (dem Vater des Vaterlandes) an das Ustrinum. Der damalige Konsul Publius Cornelius Dolabella ließ die Säule umgehend entfernen. Doch wurde bald darauf das Amt eines flamen Divi Iulii als Priester des Kultes für den Divus Iulius eingerichtet und Marcus Antonius noch im Jahr 44 v. Chr. als erster Amtsinhaber designiert. Das Priesteramt gehörte zu den einflussreichen flamines maiores und wurde im Jahr 40 v. Chr. erstmals besetzt.
Der Bau des Tempels wurde zwei Jahre nach der Ermordung Caesars im Jahr 42 v. Chr. unter dem Druck der Triumvirn Octavian, Marcus Antonius und Marcus Aemilius Lepidus durch den Senat gelobt (Cassius Dio 47, 18, 4). Erst am 18. August 29 v. Chr. wurde der Tempel nach einem dreitägigen Triumph Octavians, des späteren Augustus, geweiht (Cassius Dio 51, 21). Der Baubeginn scheint durch eine Münzemission Oktavians, die einen kleinen Tempel mit der Gebälkinschrift DIVO IUL(io) zeigt, in das Jahr 36 v. Chr. zu fallen. Die Verwirklichung des Bauvorhabens scheint auf das Engagement Octavians zurückzuführen zu sein, denn als Augustus rühmt er sich in seinem Tatenbericht, den Res Gestae, den Tempel errichtet zu haben.

## Baubeschreibung

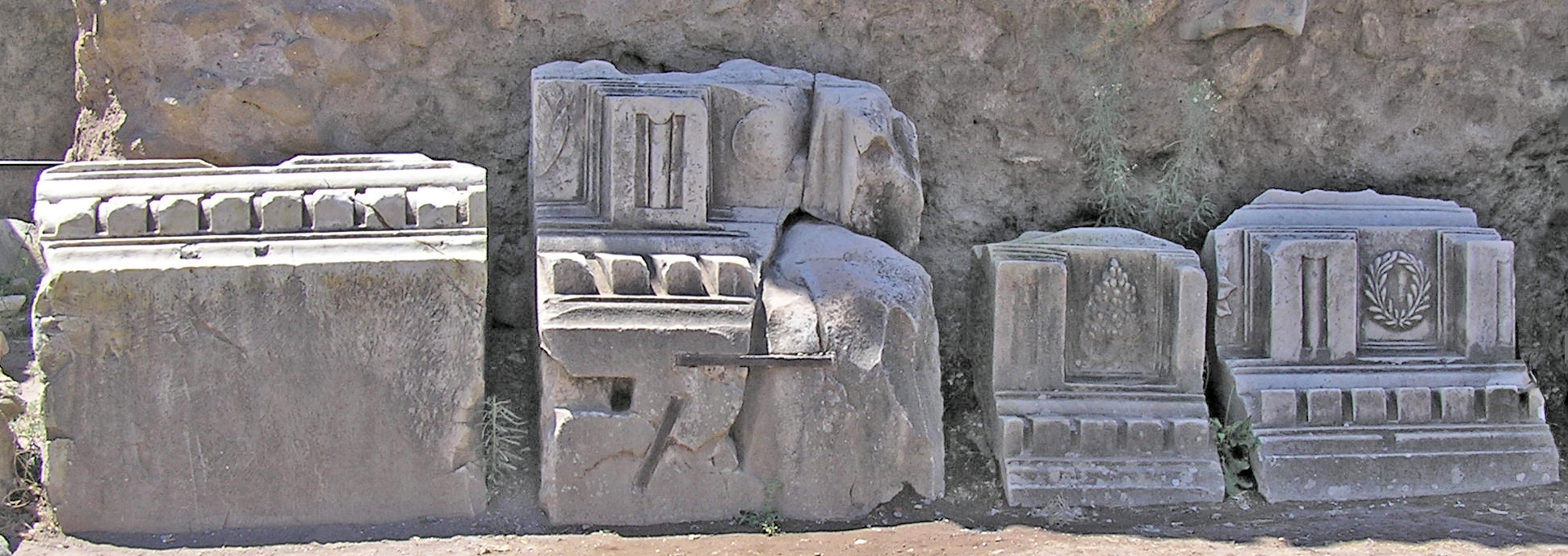
Das Konsolengeison vom Tempel des Divus Iulius.

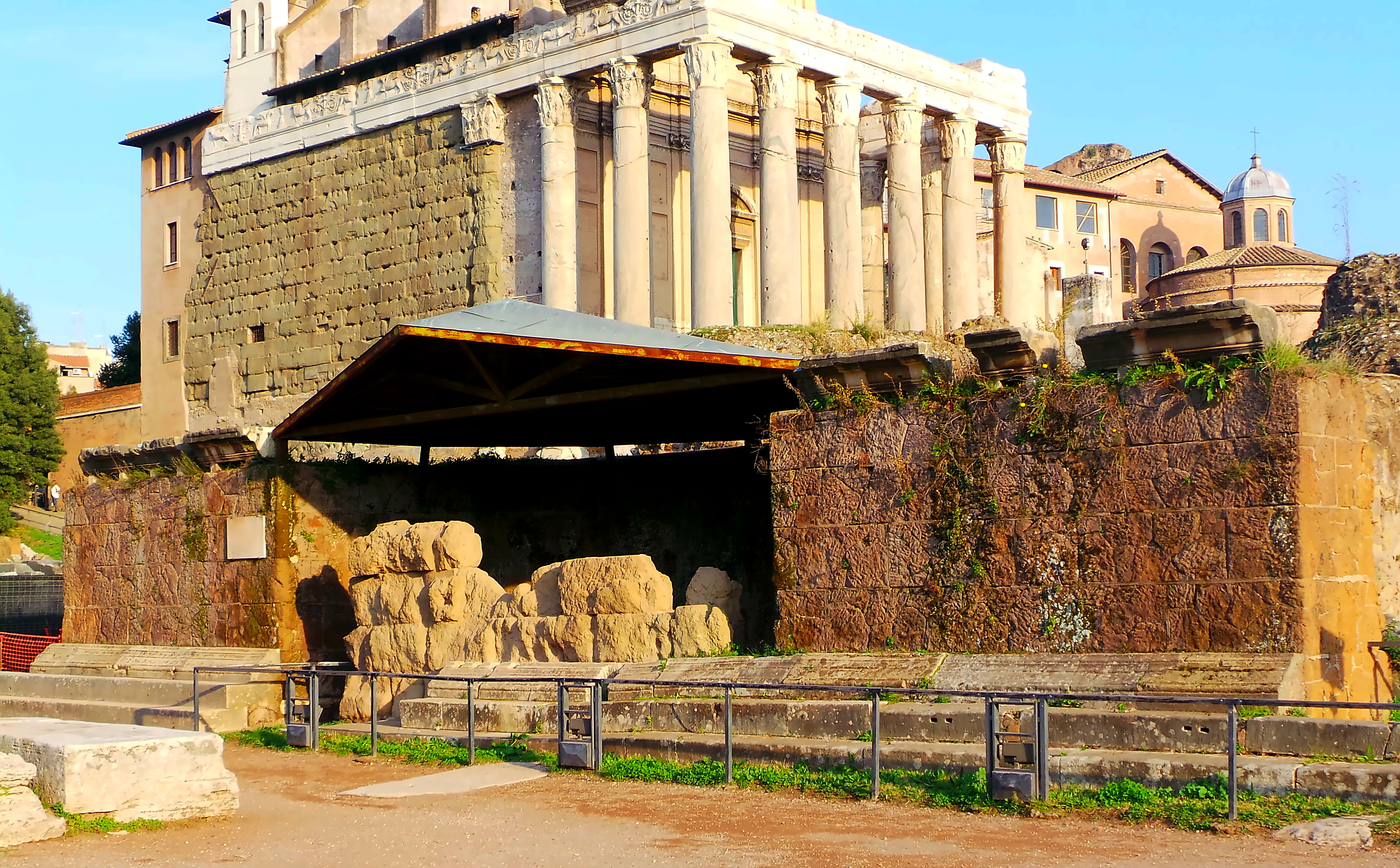
Frontansicht des Tempels mit Schutzdach über dem integrierten Altar. Im Hintergrund befindet sich der Tempel des Antoninus Pius und der Faustina

Der im Jahr 1872 freigelegte und in den Jahren 1888, 1898/99 und 1950 archäologisch nachuntersuchte Tempel ist weitgehend zerstört, da gerade dieses Areal in Renaissance und Barock als Steinbruch genutzt wurde. Lediglich die drei mächtigen Kerne des Tempelpodiums aus opus caementicium, dem antiken Beton, sind erhalten. Nur wenige marmorne Bauglieder der aufgehenden Architektur selbst sind erhalten, die Wandfundamente waren bis auf die untersten Lagen ausgeraubt. In Kombination mit schriftlicher Überlieferung und dem Zeugnis der Münzbilder lässt sich der Tempel weitgehend rekonstruieren.
Die Caementiciumkerne waren ursprünglich mit Tuffquadern verschalt, die ihrerseits mit Marmorplatten verkleidet waren. Im Bereich der Säulenstellungen und der Cellafrontwand wurden die Fundamentquader aus Travertin gebildet.
Der westliche Caementicium-Kern war etwa 16,80 Meter breit, 6,30 Meter tief und 3,30 Meter hoch. Die sich anschließenden Kerne hatten eine Höhe von etwa 5,50 Meter und eine Breite von 14,50. Der mittlere, den Pronaos tragende Kern hatte hierbei eine Tiefe von etwa 7,90 Meter. Der östliche, die Cella tragende Kern hatte eine Tiefe von etwa 6,20 Meter. Ein eigenständiger kleiner Caementiciumsockel zwischen Pronaos- und Cellafundament trug die knapp 4 Meter breite Türschwelle.
Da der westliche Kern nicht tief genug war, um eine Treppe zum etwa 2,20 Meter höheren mittleren Kern aufnehmen zu können, müssen sich die Treppenstufen teilweise zwischen den Frontsäulen befunden haben. Die Frontsäulen standen daher in diesem Bereich auf Postamenten. Nach Vitruv (III 3,2) war der Tempel ein Pyknostylos, das heißt der lichte Abstand seiner Säulen, das Interkolumnium, entsprach dem 1,5-fachen des unteren Säulendurchmessers. Den Breiten des steinernen Fundamentes nach zu urteilen, gliederten sechs Säulen die Tempelfront. Die Schmalseiten des Pronaos boten hingegen Platz für drei Säulen oder vorgezogene Anten. Eine Entscheidung lässt sich nicht fällen.
Entgegen früheren Vermutungen, der Tempel sei ionischer Ordnung gewesen, geht die Forschung seit dem Fund eines korinthischen Kapitelfragmentes bei Nachgrabungen des Jahres 1950 überwiegend davon aus, dass der Tempel komplett korinthischer Ordnung war. Für Pilaster- und Antenordnungen des Tempels war dies wegen der zahlreichen entsprechenden Kapitellfragmente bereits vorher klar. Architrav und Fries des Tempels sind nicht erhalten. Die vorhandenen und mit dem Tempel verbundenen Fragmente und Platten eines Frieses von Rankenfrauen können wegen ihrer geringen Höhe nicht mit der Außenordnung des Baus verbunden werden. Vielmehr scheinen sie Teil der Innendekoration oder Podiumsverkleidung gewesen zu sein. Geison und Sima sind hingegen in zahlreichen Blöcken und Fragmenten, die heute noch in der Ruine liegen, erhalten. Der Tempel hatte demnach ein durch einen Zahnschnitt vermitteltes Konsolengeison mit flachen Konsolen. Zwischen den Konsolen befinden sich Darstellungen in flachem Relief, die meist Rosetten, aber auch einen Lorbeerkranz, Trauben, eine Palmette, eine Patera und einen Schild darstellen. Die meisten dieser Motive lassen sich direkt mit der Person Caesars verbinden, etwa der Lorbeerkranz, den jederzeit zu tragen er das Recht nach dem Sieg von Munda erhielt. Die Traube kann auf die Wiedereinführung des Liber-Kultes in Rom durch Caesar bezogen werden.
Von der Innenausstattung des Tempels zeugt ein Caementiciumsockel auf dem nördlichen Cellapodium. Er ist etwa 1,10 Meter hoch, 3,30 Meter breit und 0,90 Meter tief. Vermutlich trug dieses Postament, für das ein Gegenstück auf der Südseite vorausgesetzt werden darf, eine kleine Ädikula. Die zu rekonstruierenden Ädikulä bargen vermutlich die von Augustus in den Tempel gestifteten Kunstwerke, unter anderem ein Gemälde des Apelles, das Aphrodite Anadyomene darstellte (Strabon, XIV 2,19). Das Kultbild stellte Caesar mit einem Stern, dem Sidus Iulium, über der Stirn dar.

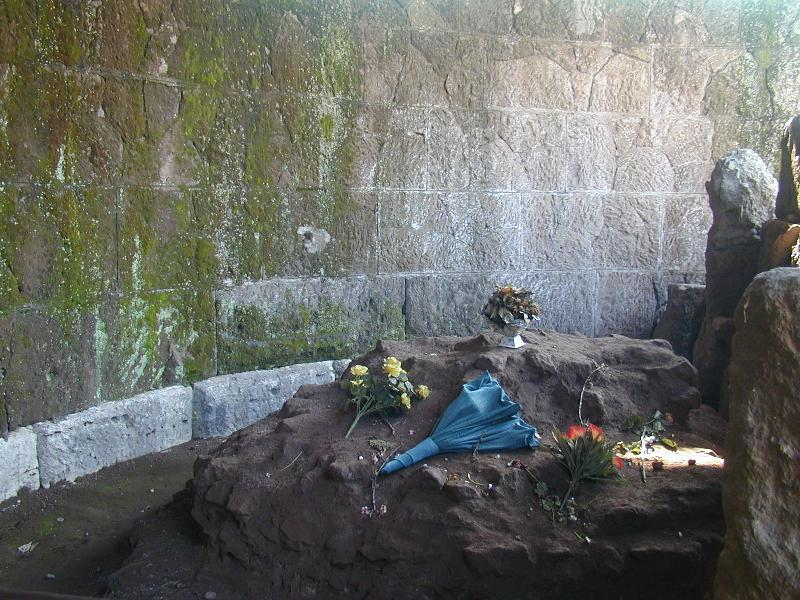
Altar vor dem Tempel des Divus Iulius.

## Rednertribüne
Dem eigentlichen Tempel war das heute noch sichtbare Podium mit dem eingelassenen Altar vorgelagert. Die Plattform wurde vorwiegend als Rednertribüne (rostra aedis Divi Iuli), aber auch für andere öffentliche Anlässe genutzt. Die Rostra aedis Divi Iuli nahmen gegenüber den älteren Rostra, die gegenüberliegend an der Westseite des Forums aufgestellt waren, einen höheren Stellenwert ein.

## Altar
Der nach dem Tod Caesars spontan errichtete und sogleich von Dolabella wieder abgerissene Altar wurde im Rahmen des Tempelbaus erneuert. Er befand sich in Form eines Rundaltars in einer halbrunden Exedra, die in die westliche Podiumswandung einschnitt. Vermutlich wurde der Altar spätestens im Zuge der Bauaufnahme errichtet, die mit der Münzemission des Jahres 36 v. Chr. in Verbindung zu bringen ist. Nach den Bränden der Jahre 14 v. Chr. und 9 v. Chr. und der daraufhin erfolgten Umgestaltung und Niveauanhebung des Forums wurde die halbrunde Exedra des westlichen Podiums mit einer Mauer verschlossen, der Altar dahinter verborgen und der Erinnerung entzogen.
Doch werden noch heute von Verehrern Caesars regelmäßig Blumen auf dem Altar des Tempels niedergelegt.